# Grande Complotto Nero del 1741

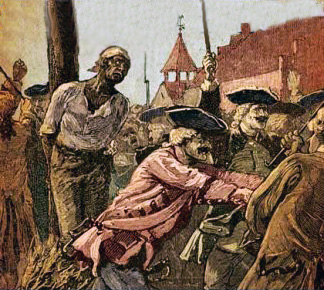
Il rogo della rivolta degli schiavi del 1741

Il Grande Complotto Nero del 1741 (Great Negro Plot of 1741) è il nome dato ad un presunto piano di rivolta di neri e bianchi poveri della città di New York per sollevarsi tramite un incendio e nominare un proprio sovrano. È conosciuta anche come La Grande Cospirazione di New York (The Great New York Conspiracy).

## Storia
Nel marzo e nell'aprile del 1741, una serie di incendi interessarono la parte bassa di Manhattan, il più pericoloso del quale presso le mura di Fort George. Dopo un incendio venne arrestato un uomo di colore che era stato visto appiccarlo; due altri schiavi vennero arrestati sul momento, uno dei quali era una sedicenne bianca, Mary Burton. In cambio della sua libertà, Mary Burton testimoniò contro gli altri partecipanti di questa ipotetica cospirazione per incendiare la città.
I due schiavi furono bruciati al palo, e con "il fuoco che gli leccava i piedi", confessarono di aver appiccato il fuoco al forte. Fecero anche i nomi di altri 50 cospiratori. Le notizie sulla cospirazione diedero il via ad una cascata di arresti. Quando l'isterismo raggiunse il suo apice, quasi la metà degli schiavi con più di 16 anni presenti in città erano in cella. Il numero totale degli arresti comprese 152 neri e 20 bianchi, tutti condotti poi a sottostare alle decisioni di un tribunale sommario. Un prete cattolico, John Ury, fu sospettato di aver istigato il proposito di ribellione.
Molte delle persone giudicate furono impiccate o bruciate, quante non è mai stato accertato. I corpi di due supposti capi della rivolta, uno nero e uno bianco, furono strangolati e i loro resti lasciati in putrefazione in pubblico. 72 persone furono deportate a Terranova o nelle isole delle Indie Occidentali.